# Steve Archibald
Steve Archibald (Glasgow, 27 september 1956) is een voormalig Schots voetballer en trainer.

## Clubcarrière
Archibald begon zijn loopbaan in eigen land, bij Clyde FC, waar hij op het middenveld speelde. Later werd hij bij Aberdeen in de spits gezet, waar hij de rest van zijn loopbaan speelde. Nadat hij met Aberdeen kampioen van Schotland was geworden in 1980, vertrok hij naar Tottenham Hotspur. Met deze club won hij in vier jaar twee keer de FA Cup en een UEFA Cup.
Vervolgens vertrok Archibald naar Barcelona, waar hij een populaire speler was. Hij speelde veel, totdat de Spaanse voetbalbond nieuwe regels bedacht, waardoor Spaanse clubs minder buitenlanders mochten opstellen. Barcelona had bijvoorbeeld ook Gary Lineker en Mark Hughes in de selectie en Archibald belandde op een zijspoor. Hij werd uitgeleend aan Blackburn en vertrok daarna terug naar Schotland. Na twee jaar Hibernian, keerde Archibald terug naar de stad Barcelona, waar hij speelde voor Espanyol. Na een kort verblijf bij deze club ging hij nogmaals terug naar Schotland.

## Interlandcarrière
Archibald speelde in de periode 1980-1986 in totaal 27 interlands voor de Schotse nationale ploeg, en scoorde vier keer. Hij maakte zijn debuut voor de nationale ploeg op 26 maart 1980 in de EK-kwalificatiewedstrijd tegen Portugal (4-1). Hij viel in dat duel na 48 minuten in voor Kenny Dalglish, en maakte in de 68ste minuut het derde doelpunt voor de Schotten.

### Interlandgoals
| Interlanddoelpunten | Interlanddoelpunten | Interlanddoelpunten  | Interlanddoelpunten | Interlanddoelpunten | Interlanddoelpunten | Interlanddoelpunten       |
| #                   | Datum               | Locatie              | Tegenstander        | Goal(s)             | Uitslag             | Wedstrijd                 |
| ------------------- | ------------------- | -------------------- | ------------------- | ------------------- | ------------------- | ------------------------- |
| 1                   | 26/03/1980          | Glasgow, Schotland   | Portugal            | 68'                 | 4 – 1               | WK-kwalificatie           |
| 2                   | 31/05/1980          | Boedapest, Hongarije | Hongarije           | 66'                 | 3 – 1               | Vriendschappelijk         |
| 3                   | 19/05/1981          | Glasgow, Schotland   | Noord-Ierland       | 50'                 | 2 – 0               | British Home Championship |
| 4                   | 06/09/1982          | Malaga, Spanje       | Nieuw-Zeeland       | 79'                 | 5 – 2               | WK-eindronde              |

## Muziek
Steve Archibald heeft twee keer opgetreden bij Top of the Pops. Twee keer was dit in 1982, één keer met de selectie van het Schotse nationale elftal en één keer met de selectie van Tottenham Hotspur.

## Erelijst
Aberdeen
- Schotse Premier League: 1980

 Tottenham Hotspur
- FA Cup: 1981, 1982
- UEFA Cup: 1984

 FC Barcelona
- Spaanse Primera División: 1985